# An Aerial Joy Ride
An Aerial Joy Ride er en amerikansk stumfilm fra 1917 af Walter C. Reed og Charles Reed.

## Medvirkende
- Josef Swickard.
- Annette DeFoe.
- James Parrott.
- George Utell.
- Jack Abbott.